# 伊藤龍郎
伊藤 龍郎（いとう たつろう、1936年（昭和11年）7月23日 - ）は、日本の銀行家。あさひ銀行頭取を務めた。愛知県出身。

## 人物・来歴
印刷業を営む家庭に生まれる。1959年名古屋大学経済学部卒業後、協和銀行入行。若かりし頃から将来の頭取候補として嘱望され、企画、人事など中枢部門を担い、2店の支店長も歴任した。埼玉銀行との合併の際には、常務企画本部長を務め交渉の初期段階からかかわり、合併後には大蔵省との折衝も務めた。あさひ銀行が発足後の3年目には、副頭取埼玉駐在として、自宅から通えないことはなかったが、あえて浦和市に居を定め行内融和を推進した。
1997年に頭取に就任。トップ在任時には金融再編の時代に翻弄される中、難しい経営の舵取りを迫られた。2001年9月、迷走の末大和銀行との経営統合を決断。同年10月25日付で統合を決するまでに株価が急落したことや、2001年9月中間決算が赤字予想となったことを引責し退任。役員退職慰労金の受け取りも辞退した。

## 経歴
- 1959年 - 名古屋大学経済学部卒業後、協和銀行（現：りそな銀行）入行。
- 1986年 - 協和銀行取締役。
- 1989年 - 同常務企画本部長。
- 1991年 - 協和銀行と埼玉銀行が合併。協和埼玉銀行が誕生。専務取締役企画本部長。
- 1994年 - 同副頭取埼玉駐在。
- 1997年 - 同頭取。
- 2001年 - 10月25日付けで退任[5]。